# VMFA-211
Marine Fighter Attack Squadron 211 (Stíhací útočná peruť námořní pěchoty 211), obvykle zkracovaná VMFA-211, je peruť letectva Námořní pěchoty Spojených států amerických vzniklá v roce 1937 jako stíhací peruť Marine Fighting Squadron 4 (VF-4M). Později byla známá jako VMF-2 a 1. července 1941 obdržela označení VMF-211, pod nímž se zúčastnila druhé světové války. Během ní se proslavila hrdinnou obranou v bitvě o ostrov Wake, po níž obnovená peruť přijala přezdívku „Wake Island Avengers“ („Mstitelé ostrova Wake“) či zkráceně„Avengers“ na památku tam padlých příslušníků.
V roce 1952 byla přeznačena na peruť útočných letounů VMA-211 (Marine Attack Squadron-211).
V současné době je jednotka pod označením VMFA-211 vyzbrojena stroji F-35B Lightning II, s nimiž 30. června 2016 nabyla operační způsobilosti, jako první jednotka která na Lightningy II přešla z typu Harrier II. 
Od června roku 2021 tvoří, po boku 617. peruti RAF, součást mezinárodní palubní letecké skupiny britské letadlové lodi HMS Queen Elizabeth.

## Významní příslušníci
- Henry T. Elrod